# 11 tháng 11
Ngày 11 tháng 11 là ngày thứ 315 (316 trong năm nhuận) trong lịch Gregory. Còn 50 ngày trong năm.

## Sự kiện
- 1861 – Đồng Trị Đế lên ngôi hoàng đế triều Thanh khi mới 5 tuổi, Túc Thuận cùng Tái Viên và Đoan Hóa là đồng nhiếp chính.
- 1918 – Đức ký kết thỏa thuận đình chiến với các nước Đồng Minh, Chiến tranh thế giới thứ nhất kết thúc giao tranh.
- 1926 – Hệ thống quốc lộ được đánh số tại Hoa Kỳ được thành lập.
- 1942 – Chiến tranh thế giới thứ hai: Kết thúc Trận El Alamein thứ hai tại Ai Cập với thắng lợi thuộc về phe Đồng Minh.
- 1945 – Đảng Cộng sản Đông Dương tuyên bố tự giải tán.
- 1949 – Không quân Quân Giải phóng Nhân dân Trung Quốc được thành lập.
- 1960 – Cuộc đảo chính quân sự do tướng Nguyễn Chánh Thi đứng đầu nhằm chống lại Tổng thống Việt Nam Cộng hòa Ngô Đình Diệm bị dập tắt.
- 2004 – Tổng thống Chính quyền Quốc gia Palestine Yasser Arafat qua đời, nguyên nhân tử vong gây tranh cãi.

## Sinh
- 1441 – Carlotta của Savoia, Vương hậu nước Pháp
- 1796 – Phan Thanh Giản, danh thần nhà Nguyễn (m. 1867)
- 1821 – Fyodor Mikhailovich Dostoevsky, nhà văn Nga (m. 1881)
- 1830 – Nguyễn Phúc Miên Tỉnh, tước phong Điện Quốc công, hoàng tử con vua Minh Mạng (m. 1870)
- 1834 – Franz Steindachner, nhà ngư học, bò sát-lưỡng cư học người Áo. (m. 1919)
- 1864 – Alfred Hermann Fried, ký giả Áo, giải Nobel Hoà bình năm 1911 (m. 1921)
- 1901 – Magda Goebbels, vợ của Paul Joseph Göbbels và là một thành viên xuất chúng trong Đức quốc xã, là trợ thủ đắc lực và chính khách ủng hộ Adolf Hitler (m. 1945)
- 1918 – Linh Quang Viên, Trung tướng Quân lực Việt Nam Cộng hòa (m. 2013)
- 1932 – Phaolô Nguyễn Thanh Hoan, giám mục Công giáo, Giám mục chính tòa Giáo phận Phan Thiết (m. 2014)
- 1944 – Phaolô Bùi Văn Đọc, giám mục Công giáo, Tổng giám mục Tổng giáo phận Thành phố Hồ Chí Minh (m. 2018)
- 1962 – Demi Moore, nữ diễn viên điện ảnh Mỹ
- 1964 – Philip McKeon, diễn viên Mỹ (m. 2019)
- 1974 - Leonardo DiCaprio, diễn viên người Mỹ
- 1983 – Philipp Lahm, cầu thủ bóng đá Đức

## Mất
- 642 – Vũ Văn Sĩ Cập, quan viên triều Tùy và triều Đường, tức ngày Bính Thân (14) tháng 10 năm Nhâm Dần.
- 1940 – Hàn Mặc Tử, nhà thơ nổi tiếng, khởi đầu cho dòng thơ lãng mạn hiện đại Việt Nam

## Những ngày lễ và kỷ niệm
- Ba Lan: Ngày Độc Lập
- Ba Lan − Ngày quốc khánh
- Ngày cựu chiến binh
- Ngày lễ độc thân
- Palestine: Ngày độc lập